# Karahacılı, Yenişehir
Karahacılı là một xã thuộc huyện Yenişehir, tỉnh Mersin, Thổ Nhĩ Kỳ. Dân số thời điểm năm 2011 là 728 người.